# Ляча (приток Яваса)
Ляча (мокш. Ляце) — река в России, протекает в Мордовии, левый приток Яваса. Длина реки составляет 51 км, площадь водосборного бассейна — 413 км².

## Данные водного реестра
По данным государственного водного реестра России относится к Окскому бассейновому округу, водохозяйственный участок реки — Мокша от водомерного поста города Темников и до устья, без реки Цна, речной подбассейн реки — Мокша. Речной бассейн реки — Ока.
Код водного объекта в государственном водном реестре — 09010200412110000028616.